# Edwina Tops-Alexander
Edwina Tops-Alexander (ur. 29 marca 1974 w Sydney) – australijska amazonka. Jako pierwsza amazonka z Australii znalazła się  w pierwszej 10. na WEG (World Equesterian Games). Od 2006 utrzymuje się na pierwszym miejscu w rankingu osób, które zarobiły najwięcej pieniędzy w zawodach zaliczanych do LGCT (Longines Global Champions Tour).

## Początki kariery
Edwina zaczęła swoją przygodę z końmi w wieku 8 lat. Co weekend obserwowała jeżdżących konno sąsiadów. Jej najważniejszym osiągnięciem z młodości jest wygrana w Mistrzostwach Australii młodych jeźdźców. W 1998 zdecydowała się przeprowadzić na inny kontynent, aby móc dalej rozwijać się w jeździectwie. Wyjechała do Belgii, gdzie jeździła dla belgijskiego jeźdźca Ludo Phillipaerts.

## Kariera
W 2006 brała udział w WEG (World Equestrian Games), gdzie jako pierwsza w historii australijskich jeźdźców dostała się do ścisłego finału. Rywalizowała tam z najlepszymi i zakończyła zawody na 4. miejscu. Bruksela, Valkenswaard, Zurych, Cannes, Genewa, Doha, Chantilly, Miami to jedne z wielu miejsc, gdzie Edwina wygrywała konkursy Grand Prix. Wygrała w klasyfikacjach końcowych Longines Global Champions Tour w latach 2011 i 2012. Od 2006 zajmuje pierwsze miejsce w rankingu osób, które zarobiły najwięcej pieniędzy w zawodach zaliczanych do cyklu Longones Global Champions Tour.
Podczas Igrzysk Olimpijskich w 2008, 2012 i 2016 oraz podczas WEG (World Equestrian Games) w latach 2002, 2006, 2010 i 2014 reprezentowała Australię. Jest kapitanką kadry narodowej Australii, do której sama należy. Reprezentowała Australię podczas Igrzysk Olimpijskich 2020 w Tokio.
Trenuje w Holandii w stajni “Stal Tops Valkenswaard”.
W wywiadzie z 2015 powiedziała, że nie uważa skoków przez przeszkody jako rywalizacji kobiet i mężczyzn, ale jako rywalizację między końmi. Tops-Alexander jest jedną z najlepszych amazonek świata. W 2014 była ambasadorką Magic Millions Racing Women.

## Życie prywatne
Edwina uczęszczała do kobiecego college'u Pymble w Sydney. W 1995 skończyła Australian College of Physical Education, uzyskując licencjat. We wrześniu 2011 wyszła za mąż za Jana Topsa, który do tej pory jest jej trenerem, a dawniej był jeźdźcem na poziomie olimpijskim. Edwina ma obywatelstwo australijskie i holenderskie. Od 20 lat mieszka w Holandii.  8 marca 2017 Edwina oznajmiła, że robi przerwę od jeździectwa spowodowaną ciążą. Jej córka Chloe Cornelia Jennifer Tops urodziła się 30 lipca 2017. Już 14 września Edwina wróciła do startów w zawodach, co ogłosiła wcześniej w wywiadzie dla Equestrian Australia.